# بطولة العالم للدراجات على المضمار 1939
بطولة العالم للدراجات على المضمار 1939 هي الدورة ال42 من بطولة العالم للدراجات على المضمار، أجريت في ميلانو، إيطاليا.

## النتائج النهائية
| المسابقة                              | ذهبية       | فضية        | برونزية               |
| ------------------------------------- | ----------- | ----------- | --------------------- |
| السرعة الفردية                        | Not awarded | Not awarded | ألبرت ريختر · ألمانيا |
| سباق مطاردة الدراجة النارية للمحترفين |             |             |                       |